# Noé (Alto Garona)
Noé (em occitano:  Noèr) é uma comuna francesa na região administrativa da Occitânia, no departamento do Alto Garona. Estende-se por uma área de 9.65 km², com 2.904 habitantes, segundo o censo de 2018, com uma densidade de 300 hab/km².